# Debra Monk
Debra Monk (Middletown, 27 febbraio 1949) è un'attrice e cantante statunitense.

## Biografia
Nata a Middletown, in Ohio, frequenta la Wheaton High School a Silver Spring, Maryland. 
Si laurea presso la Frostburg State University nel 1973. 
Nel 1975 partecipa al Master of Fine Arts alla Southern Methodist University di Dallas, in Texas. È stata interprete o coautrice del musical Pump Boys and Dinettes, a Broadway, grazie al quale, nel 1982, vince una nomination al Tony Award come miglior musical.
Nel 1993 vince il Tony Award come miglior attrice per Redwood Curtain e verrà nominata per questo ambito premio altre due volte: nel 1994 come miglior attrice in un revival di Picnic di William Inge e nel 1997 come migliore attrice per Steel Pier. L'attrice ha partecipato a vari episodi della serie statunitense Grey's Anatomy, mentre nel 2012 è apparsa come guest star in White Collar.

## Filmografia

### Cinema
- Doppia anima (Prelude to a Kiss), regia di Norman René (1992)
- Amore con interessi (For Love or Money), regia di Barry Sonnenfeld (1993)
- Fearless - Senza interessi (1993)
- Quiz Show, regia di Robert Redford (1994)
- I ponti di Madison County (The Bridges of Madison County), regia di Clint Eastwood (1995)
- Jeffrey, regia di Robert Redford (1995)
- Reckless (1995)
- Amare è... (Bed of Roses), regia di Michael Goldenberg (1996)
- Scambio di identità (Mrs. Winterbourne), regia di Richard Benjamin (1996)
- Il colore del fuoco (The Substance of Fire), regia di Daniel J. Sullivan (1996)
- Il club delle prime mogli (The First Wives Club), regia di Hugh Wilson (1996)
- Extreme Measures - Soluzioni estreme (Extreme Measures), regia di Michael Apted (1996)
- In & Out, regia di Frank Oz (1997)
- L'avvocato del diavolo (The Devil's Advocate), regia di Taylor Hackford (1997)
- Il ritmo del successo (Center Stage), regia di Nicholas Hytner (2000)
- Dark Water, regia di Walter Salles (2005)
- The Producers - Una gaia commedia neonazista (The Producers), regia di Susan Stroman (2005)
- La famiglia Savage (The Savages), regia di Tamara Jenkins (2007)
- L'amore e altri luoghi impossibili (The Other Woman), regia di Don Roos (2009)
- One for the Money, regia di Julie Anne Robinson (2012)
- Botte di fortuna (The Brass Teapot), regia di Ramaa Mosley (2012)
- This Is Where I Leave You, regia di Shawn Levy (2014)
- Demolition - Amare e vivere (Demolition), regia di Jean-Marc Vallée (2015)
- Standing Up, Falling Down, regia di Matt Ratner (2019)

### Televisione
- American Playhouse – serie TV, 1 episodio (1990)
- Redwood Curtain, regia di John Korty – film TV (1995)
- NYPD - New York Police Department (NYPD Blue) – serie TV, 17 episodi (1996-2001)
- Ellen Foster, regia di John Erman – film TV (1997)
- A Nero Wolfe Mystery – serie TV, 8 episodi (2001-2002)
- Frasier – serie TV, 1 episodio (2003)
- Elosie a Natale, regia di Kevin Lama – film TV (2003)
- Law & Order - I due volti della giustizia (Law & Order) – serie TV, 3 episodi (1994-2005)
- Desperate Housewives – serie TV, 1 episodio (2006)
- Grey's Anatomy – serie TV, 7 episodi (2006-2011)
- Notes from the Underbelly – serie TV, 1 episodio (2007)
- Glee – serie TV, 1 episodio (2009)
- Damages – serie TV (2007-2012)
- Mozart in the Jungle – serie TV, 16 episodi (2014-2016)
- Sneaky Pete - serie TV, episodi 1x01-1x02 (2015)
- The Good Wife – serie TV, 1 episodio (2016)
- New Amsterdam – serie TV, 36 episodi (2018-2023)
- The Gilded Age – serie TV (2022-in corso)
- American Horror Story – serie TV, 4 episodi (2023-2024)

## Teatro

### Broadway
- Pump Boys and Dinettes - 1982 (anche coautrice e aiuto regista)
- Prelude to a Kiss - 1990
- Nick & Nora - 1991
- Redwood Curtain - 1993 - Tony Award
- Picnic - 1994
- Company - 1995
- Steel Pier - 1997 - Tony Award nomination
- Ah, Wilderness! - 1998 * Thou Shalt Not - 2001
- Chicago - 2005
- Curtains - 2007 - Tony Award nomination

### Off-Broadway
- The Time of the Cuckoo - Obie Award
- Ancestral Voices
- The Seagull
- Death Defying Acts
- Three Hotels
- Oil City Symphony - 1986 (coautrice), Drama Desk Award)
- Assassins

## Doppiatrici italiane
Nelle versioni in italiano delle opere in cui ha recitato, Debra Monk è stata doppiata da:
- Aurora Cancian ne I ponti di Madison County, Law & Order: i due volti della giustizia (ep. 12x16), Damages, White Collar, Bull, La fantastica signora Maisel
- Lorenza Biella ne L'amore e altri luoghi impossibili, Law & Order: i due volti della giustizia (ep. 5x02), Desperate Housewives - I segreti di Wisteria Lane, Grey's Anatomy, The Closer
- Angiola Baggi in New Amsterdam, The Gilded Age
- Miranda Bonansea in Scambio di identità
- Graziella Polesinanti in NYPD Blue
- Paola Piccinato in Jeffrey
- Sonia Scotti ne L'avvocato del diavolo
- Rita Savagnone ne Il ritmo del successo
- Melina Martello in Ghost Whisperer - Presenze
- Loredana Nicosia in Mozart in the jungle
- Isabella Pasanisi in Sneaky Pete
- Anna Rita Pasanisi in The Good Wife
- Michela Alborghetti in NCIS: New Orleans
- Marina Tagliaferri in American Horror Story